# Білоярський район
Білоя́рський райо́н (рос. Белоярский район) — адміністративна одиниця Ханти-Мансійського автономного округу Російської Федерації.
Адміністративний центр — місто Білоярський.

## Населення
Населення району становить 28921 особа (2018; 30049 у 2010, 28214 у 2002).

## Адміністративно-територіальний поділ
На території району 1 міське поселення та 6 сільських поселень:
| Поселення                           | Площа, км² | Населення, осіб (2002) | Населення, осіб (2010) | Населення, осіб (2017) | Центр             | Населені пункти |
| ----------------------------------- | ---------- | ---------------------- | ---------------------- | ---------------------- | ----------------- | --------------- |
| Білоярське міське поселення         | -          | 18721                  | 20283                  | 20142                  | Білоярський       | 1               |
| Верхньоказимське сільське поселення | -          | 1715                   | 2007                   | 1874                   | Верхньоказимський | 1               |
| Казимське сільське поселення        | -          | 1665                   | 1726                   | 1565                   | Казим             | 3               |
| Лихминське сільське поселення       | -          | 1326                   | 1472                   | 1327                   | Лихма             | 1               |
| Полноватське сільське поселення     | -          | 1804                   | 1638                   | 1413                   | Полноват          | 4               |
| Сорумське сільське поселення        | -          | 1499                   | 1509                   | 1591                   | Сорум             | 1               |
| Сосновське сільське поселення       | -          | 1484                   | 1414                   | 1478                   | Сосновка          | 1               |

## Найбільші населені пункти
| № | Населений пункт   | Населення, осіб (2002) | Населення, осіб (2010) |
| - | ----------------- | ---------------------- | ---------------------- |
| 1 | Білоярський       | 18 721                 | 20 283                 |
| 2 | Верхньоказимський | 1 715                  | 2 007                  |
| 3 | Сорум             | 1 499                  | 1 509                  |
| 4 | Лихма             | 1 326                  | 1 472                  |
| 5 | Сосновка          | 1 484                  | 1 414                  |
| 6 | Казим             | 1 201                  | 1 379                  |
| 7 | Полноват          | 1 233                  | 1 178                  |